# Michaela Polášková

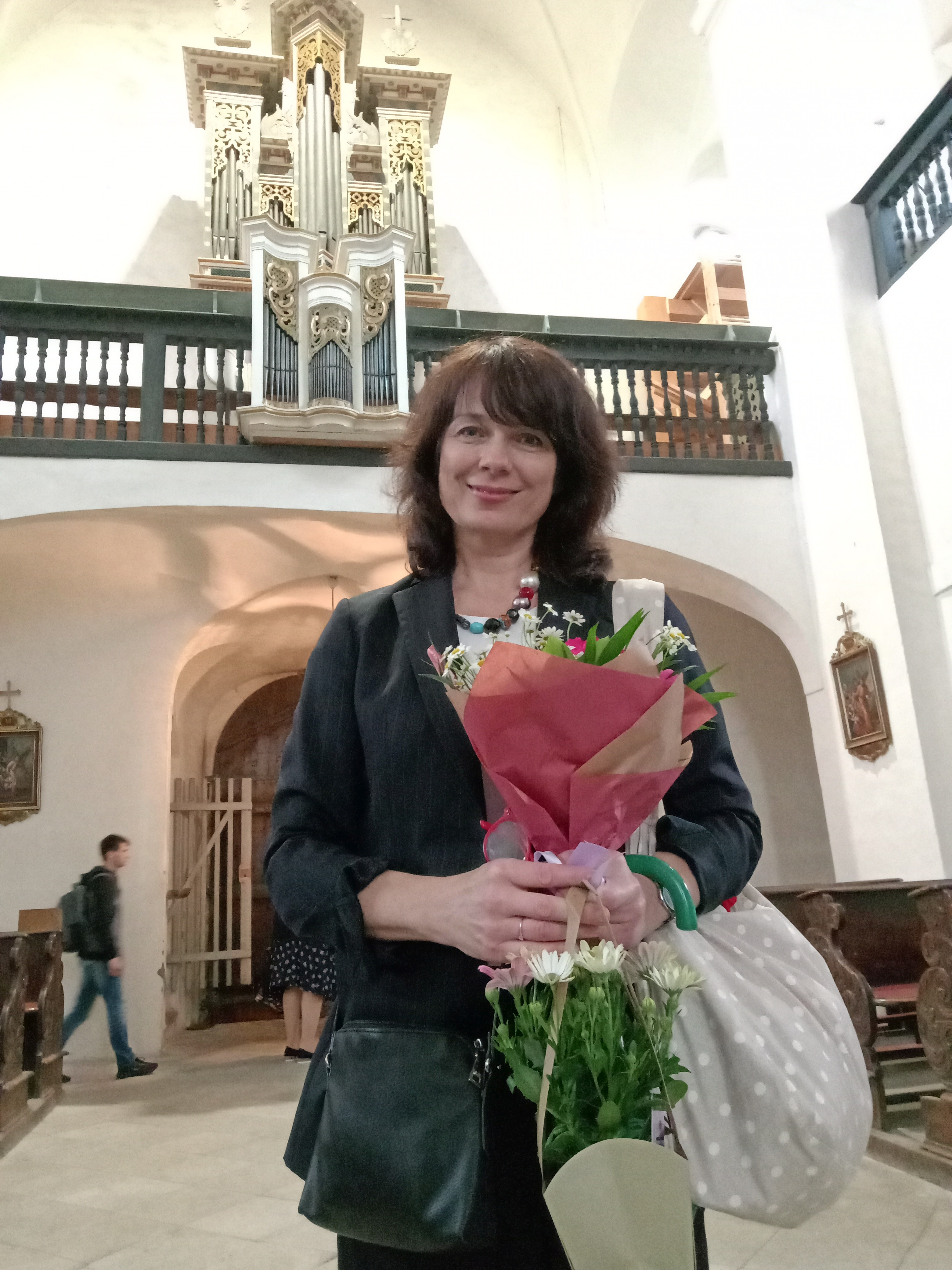
Michaela Polášková na varhaním festivalu ve Smečně, 2024

Michaela Polášková (* 6. července 1971 Zlín) je česká varhanice.

## Život
Je manželkou herce Josefa Poláška, brali se v Kroměříži. Poznali se na jednom z jejích varhanních vystoupení během studií na JAMU v Brně, kde studovala na hudební fakultě hru na varhany a Josef Polášek herectví na divadelní fakultě. V roce 2019 obnovili po dvaceti letech od svatby manželský slib. Zahrála si skutečnou manželku Josefa Poláška, a to i s jejich třemi dětmi, ve snímku Marka Najbrta Polski film.
V roce 2023 natočila s oběma manželi Česká televize pro stanici ČT art šestidílný cyklus Varhanní nej, který seznamuje s nejzajímavějšími varhanami u nás.